# Nika Kocharov & Young Georgian Lolitaz
Nika Kocharov & Young Georgian Lolitaz, bildad 2000 i Tbilisi, är en georgisk musikgrupp.

## Eurovision
Den 15 december 2015 meddelades det att Nika Kocharov & Young Georgian Lolitaz blivit utvald internt av GPB till att representera Georgien i Eurovision Song Contest 2016 i Stockholm. Den 3 februari 2016 presenterades fem bidrag av gruppen som det var möjligt att rösta på från och med dagen därpå. Den 15 februari avslutades omröstningen och tillsammans med poäng från en jury avslöjades slutresultatet. Vinnarlåten blev "Midnight Gold" som fick allra flest telefonröster och näst flest poäng från juryn.
Gruppen framförde sitt bidrag i den andra semifinalen i Globen den 12 maj 2016.

## Medlemmar
- Nika Kocharov – sång, gitarr
- Gia Iashvili – sång, elbas
- Nick Davitashvili – gitarr, keyboard
- Dima Oganesian – trummor

## Diskografi

### Singlar
- 2016 - "Midnight Gold"